# Olivia Stuck

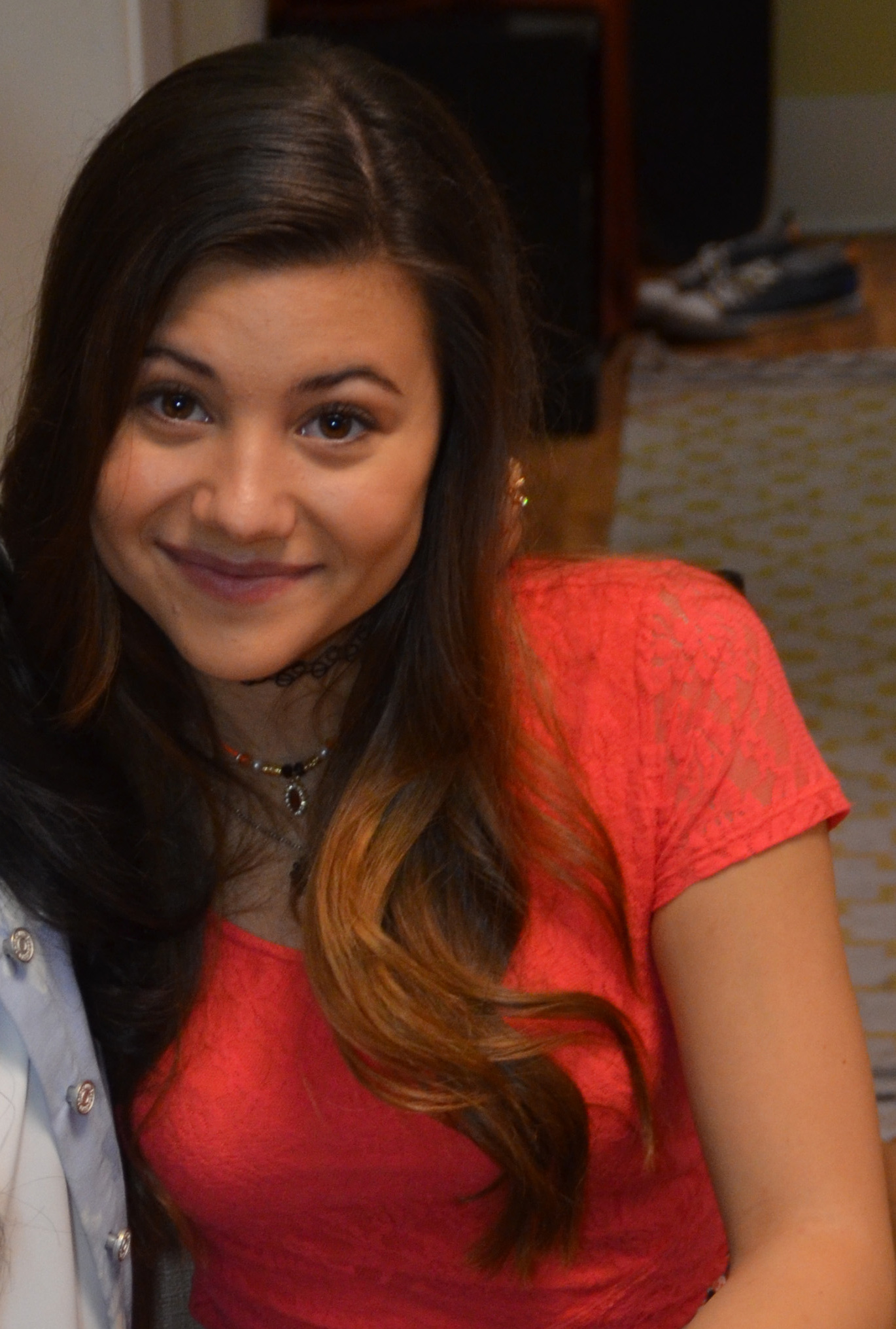
Olivia Stuck, 2014

Olivia Stuck (* 23. März 1999 in Toledo, Ohio) ist eine US-amerikanische Schauspielerin. Bekanntheit erlangte sie hauptsächlich durch ihre Rolle als Dawn Buckets in der Disney-Channel-Serie Kirby Buckets.

## Leben
Olivia Stuck begann im Alter von sechs Jahren mit dem Schauspielern. 2008 zog sie nach Los Angeles, um ihrer Karriere als Schauspielerin weiterhin nachzugehen. Anschließend war sie in verschiedenen Filmen und Serien zu sehen, zuletzt in den Serien Das Leben und Riley als Missy Bradford und in Kirby Buckets als Dawn Buckets, die beide durch den Disney Channel produziert werden. In einem Interview mit Digital Journal verkündete sie zudem, dass sie 2016 eigene Musik produzieren und veröffentlichen wolle.
Stuck hat zwei Brüder und zwei Schwestern.

## Filmografie
- 2008: Felicia
- 2009: Kate So Far
- 2010: I Am Not a Princess
- 2012: The Jadagrace Show (Fernsehserie, 12 Episoden)
- 2012: Meine Schwester Charlie (Good Luck Charlie, Fernsehserie, Episode 3x14)
- 2012: CSI: NY (Fernsehserie, Episode 9x08)
- 2013: Last Vegas
- 2014: Das Leben und Riley (Girl Meets World, Fernsehserie, Episode 1x03)
- 2014: Altergeist
- 2014–2017: Kirby Buckets (Fernsehserie)
- 2015: The Outfield